# Asteroide M
Utopía es el nombre de la patria mutante separatista creada por la X-Men de los restos del Asteroide M que es el nombre de varios asentamientos ficticios, cada uno un asteroide convertido por el mutante Magneto en su hogar/base orbitando, en el Universo de Marvel Comics. El Asteroide M fue creado por Stan Lee y Jack Kirby, en X-Men #5 (mayo de 1964).

## Historia
El asteroide M ha sido destruido y reconstruido por el Amo del Magnetismo muchas veces desde que fue introducido por primera vez. Cada iteración ha tenido varios niveles internos, incluyendo una cubierta de observación, hangares e instalaciones médicas. Las diversas instalaciones han tenido tecnología que mantiene al asteroide oculto de la tecnología de detección estándar. Todo ha sido colocado en una órbita geosíncrona baja. Cada asteroide era relativamente pequeño pero tan grande que no podía ser derribado, o destruido externamente, sin el riesgo de la devastación masiva a la Tierra.

### Primera versión
Magneto completa la construcción en el Asteroide M justo antes de reclutar a sus hijos, Mercurio y la Bruja Escarlata a su grupo, la Hermandad de Mutantes, como se ve en X-Men, vol. 2 #-1 (julio de 1997). Esta primera versión es destruida en una batalla con el equipo original de los X-Men en X-Men #5 (mayo de 1964) después de que la Hermandad secuestró al Ángel y lo mantuvo prisionero allí. Los X-Men llegó allí usando un cohete que estaba siendo usado para transportar al Sapo. Esta versión tiene un dispositivo en él que puede aumentar los poderes magnéticos de Magneto.

### Segunda versión
El Asteroide M se reconstruyó poco después que Magneto aprisione los X-Men en su ciudadela en la Antártida, reduciéndolos al nivel de bebés de seis meses de edad, en el tiempo de X-Men #113 (septiembre de 1978).
La estación espacial se ve gravemente dañada cuando Warlock, un ser extraterrestre de una civilización tecno-orgánica con reglas y regulaciones rígidas, está huyendo a la Tierra. Él choca con el Asteroide M, rompiéndolo en pedazos, como se ve en New Mutants, vol. 1 #21 (noviembre de 1984).

### Tercera versión
Durante su breve asociación con el Club Fuego Infernal, Magneto construye una versión más elegante del Asteroide M. Queriendo un plan de contingencia si las cosas no funcionan con el Club, Magneto procede a reconstruir su base de operaciones para estudiar la Tierra desde lo alto. Desde allí, se entera de los problemas de su hija, la Bruja Escarlata. Él desciende a la Tierra para traerla de nuevo a su estación espacial. Esta versión fue vista por primera vez en Avengers West Coast #57 (abril de 1990).
Cuando los Vengadores de la Costa Oeste atacan el Asteroide M para liberar a su compañero, nos enteramos de que Magneto tiene robots de servicio en la estación. Los robots de servicio son fundamentales en alertar a Magneto de la presencia de la Avispa en su base. Además, nos enteramos de que todo el Asteroide no está hecho de objetos metálicos. Mercurio lo demuestra cuando arranca un tubo de plástico de una de las consolas.
Después de los eventos que involucran a Zaladane, en la Tierra Salvaje, Magneto vuelve al Asteroide M para vivir en paz, pero la paz no dura mucho tiempo. Los Acólitos, liderados originalmente por Fabian Cortez, solicitan y Magneto les concede refugio en el Asteroide M, para escapar de los soldados estadounidenses que les están persiguiendo.
En X-Men, vol. 2 #1 (octubre de 1991), se dice que el Asteroide está en una órbita geosíncrona y 250 kilómetros sobre la Tierra. El asteroide también tiene campos inhibidores selectivos que evitan que los mutantes o sobrehumanos utilicen sus poderes. Esta versión del Asteroide tiene instalaciones médicas y de ciencia, una cubierta de observación, dormitorios, y una piscina.
Esta tercera versión del Asteroide M es destruida en X-Men, vol. 2 #3 (diciembre de 1991). Desde una cápsula de escape, Cortez dispara los misiles nucleares que estaban alrededor del Asteroide. Aunque Magneto sobrevive al reingreso del Asteroide M a la Tierra, el resto de los Acólitos originales no. Los restos de este Asteroide M chocan en el Medio Oriente. Forja, Henry Peter Gyrich, y otros funcionarios gubernamentales, inspeccionan los restos de Uncanny X-Men #299 (abril de 1993).

### Cuarta versión
Durante la historia del Planeta X, Xorn (que se hace pasar por Magneto) atrapa a Lobezno y Jean Grey en una nueva versión del Asteroide M, que se mueve al sol.

### Quinta versión/Utopía
Después de que los X-Men son perseguidos fuera de su nueva base en San Francisco por Norman Osborn y los Vengadores Oscuros, en la conclusión de la historia "Utopía", Cíclope establece la nueva sede y el santuario mutante sobre las ruinas del Asteroide M original, que fue levantado desde el fondo del océano.
Bautizándola "Utopía", esta versión es más un refugio que una base de operaciones, traída no por un deseo de hacer un lugar entre la humanidad, sino para simplemente alejarse de ella. Aunque Utopía es referida a veces como una "nación mutante", aún no está claro si es sencillamente una forma de hablar o si Utopía se ha separado literalmente de los Estados Unidos y ahora es una nación soberana.
La isla primero parecía tener problemas de ser solo un hogar temporal ya que la tecnología que la mantenía a flote no era estable y la isla comenzaba a hundirse en el océano. Sin embargo, un Magneto recientemente contratado fue capaz de hacer un trato con Namor en el que él y los atlantes ayudarían a construir un pilar debajo de la isla, que la conecta con el fondo del océano y la mantiene a flote. Este pilar también serviría como el nuevo hogar de los atlantes, que se habían dispersado por el mar desde que Atlantis fue destruida.
La isla sufrió una dramática transformación realizada por los Cinco Fénix, convirtiéndola en un paraíso virtual mutante llamado "Pax Utopía", durante Avengers vs. X-Men, hasta que fue parcialmente destruida y totalmente abandonada después que se terminaron los eventos de la historia.

## Otras versiones

### Ages of Apocalypse
A raíz de la reunión de los Doce, el Asteroide M fue visto en una serie de deformaciones de la realidad donde Apocalipsis intentó utilizar a los X-Men y sus poderes.

### Marvel Zombies
En el universo Marvel Zombies, el Asteroide M está en uso cuando la plaga zombi golpea esa Tierra. Magneto le ordena a sus acólitos que lo preparen como la posible última y mejor esperanza de la humanidad. A pesar de la muerte de Magneto, finalmente sirve a este propósito, actuando como base para la última colonia humana. Sus residentes más notables incluyen a Fabian Cortez, Joanna Cargill, Pantera Negra, y Forja. Años más tarde, los residentes se desplazan a la Tierra.

### What If?
En un volumen de What If? que pregunta "¿Qué pasa si Magneto gobernara a todos los mutantes?", Magneto y el resto de la raza mutante residen y viajan por el universo en el Asteroide M.

## En otros medios

### Televisión
Cabe señalar, en todas sus apariciones en la animación se destruye poco después de que aparece.
- En X-Men: Pryde of the X-Men, el Asteroide M aparece como base de operaciones de Magneto. Después de su fuga de la prisión gracias a La Hermandad de Mutantes Diabólicos (principalmente la Bruja Blanca), Magneto roba el "circuito de poder mutante" de Cerebro de Kitty Pryde, que lo había recibido del Profesor X para que lo proteja. Una vez que obtiene el circuito él y su Hermandad van al Asteroide M, y con un equipo, utiliza el circuito para amplificar el poder de Magneto con el fin de cambiar el curso del cometa "Scorpio", apuntándolo hacia la Tierra. Sin embargo, los X-Men detienen su intento de destruir la Tierra cuando Rondador Nocturno reprograma los controles y hace que el cometa golpeé al Asteroide M en cambio, lo que resulta en su destrucción.
- En X-Men: la serie animada, el Asteroide M aparece en el episodio de dos partes "Santuario". En la serie, ha sido construido por Magneto, con el objetivo de hacerlo actuar como un santuario para todos los mutantes, donde puedan vivir libres de sus opresores humanos ya que él se ha cansado de luchar por la supremacía mutante. Como tal, le dice a todo el mundo de sus intenciones para el Asteroide M. Reúne muchos mutantes de la Tierra (sobre todo de Genosha) y los lleva a su nuevo hogar en grandes transportes. También ha reunido con anterioridad una gran cantidad de ojivas nucleares para defender su nuevo santuario. Pronto los gobiernos del mundo se sienten amenazados por el plan de Magneto. Ellos están decididos a destruir el Asteroide M, pero a través de la interferencia del Profesor X esto es impedido. En su santuario, Magneto ya no se preocupa por la humanidad. Sin embargo, uno de sus seguidores, el acólito Fabian Cortez, no desea nada más que destruir a los humanos. Esto a la larga hace que traicione a Magneto y lo eche por la borda hacia la Tierra. Magneto sobrevive, sin embargo, y se ve obligado a destruir el Asteroide M cuando destruye cientos de ojivas nucleares que Cortez ha lanzado a la Tierra para acabar con la humanidad.
- En X-Men: Evolution, el Asteroide M aparece en el final de la temporada 1 de dos partes "La caldera". En esta versión, el Asteroide M no está en realidad fuera de la atmósfera de la Tierra, sino que está colocado a unos pocos kilómetros por encima del círculo polar ártico. En el episodio, Magneto enfrenta a los X-Men y La Hermandad de Mutantes unos contra otros para ver quién es el "más apto" para unirse a él en su santuario en el Asteroide M. Mientras que algunos llegaron voluntariamente, otros han sido capturados. En el Asteroide M, a los que sobrevivan a su competencia les da la oportunidad de "evolucionar" sus poderes, como él dice, al ser puestos en una máquina alimentada por la Gema de Cyttorak. Para demostrar que es segura de usar le permite a Dientes de Sable ir como ejemplo, sin mencionar que también altera la mente del sujeto para adaptarse mejor a su punto de vista. Una vez finalizado el proceso de Dientes de Sable, sale más poderoso y mucho más como bestia en apariencia. Detrás de él va Cíclope, Kaos y más tarde Mystique. Después sobreviene la lucha que provoca la destrucción de los motores que mantienen el Asteroide M a su gran altura, causando su caída inminente en la superficie de abajo. Para detener esto, sin embargo, Cíclope y Kaos utilizan sus habilidades recién mejoradas para destruir el Asteroide M antes de que pueda causar algún daño, lo que resulta no sólo en su destrucción, sino en la creación de una ola que revierte sus nuevos poderes, volviéndolos de nuevo a su estado anterior. Dientes de Sable también vuelve finalmente a su forma normal, mientras que Mystique y Magneto conservan sus poderes mejorados.

### Videojuegos
- El Asteroide M aparece en el juego X-Men para Sega Genesis.
- El Asteroide M aparece en el juego de arcade X-Men.
- El Asteroide M aparece en X-Men: Mutant Academy 2.
- El Asteroide M aparece en X-Men: Next Dimension.
- El Asteroide M es también el nivel de Magneto en Marvel Super Heroes.
- El Asteroide M es el nivel final de X-Men Legends. Sirve como el lugar donde el jugador pelea con Magneto. Es también el hogar de su superarma Gravitrón en la que la Hermandad de Mutantes planeaba utilizar Magma en caso de que la Hermandad no pueda liberar a Magneto. Después que Magneto, Mística y Dientes de Sable son derrotados, el Asteroide M es atacado por Centinelas. Cuando el general William Kincaid en su robot Molde Maestro es derrotado, Magma utiliza el Gravitrón para dirigir el Asteroide M hacia el espacio. En esta versión, el Asteroide M no es más que la tumba de Anya, pero por encima de Nueva York.
- En X-Men Legends II: Rise of Apocalypse, el diseño del Asteroide M fue utilizado para la base de Magneto en Genosha. El Asteroide M aparece en una misión de simulación para la versión PSP.
- El Asteroide M aparece en el videojuego Marvel Super Hero Squad. Es donde los jugadores luchan contra Magneto y Dínamo Carmesí.
- El Asteroide M aparece en Marvel Super Hero Squad: The Infinity Gauntlet. La Bruja Escarlata y Mercurio llegan allí con el fin de ver a su padre Magneto. Lograron hacer frente a Magneto quien menciona que el mensaje de ser atacado que recibieron es que ellos contienen la Piedra del infinito del Espacio que había sido destrozada tras un ataque por Muertebots. Cuando la Bruja Escarlata y Mercurio la vuelven a montar, el Doctor Muerte llega revelando que su ataque a Magneto era sólo una estratagema para que el Doctor Muerte puede obtener la Gema del Infinito del Espacio. Cuando el Doctor Muerte acaba derrotado, engaña a Mercurio y a la Bruja Escarlata lo suficiente para deslizar de nuevo la Gema del Infinito del Espacio. Los ataques del Doctor Muerte en Mercurio y la Bruja Escarlata hacen que Magneto use sus habilidades magnéticas en el Doctor Muerte quien reveló que había colocado el Asteroide M en autodestrucción. Magneto envía al Doctor Muerte a volar donde la Gema del Infinito del Espacio transporta al Doctor Muerte a una jaula. Magneto le da a sus hijos la Piedra del Infinito del Espacio. Después que la Bruja Escarlata y Mercurio se van, Magneto apaga con una palmada la secuencia de autodestrucción.
- El Asteroide M aparece como una zona accesible en "Lego Marvel Super Heroes"

### Lista de títulos
- Uncanny X-Men #5, 113, 299 & 378 (mayo de 1964, septiembre de 1978, abril de 1993 y marzo de 2000, Marvel Comics)
- New Mutants, vol. 1 #21 (noviembre de 1984, Marvel Comics)
- New X-Men #146 y 148 (noviembre de 2003 & diciembre de 2003, Marvel Comics)
- Avengers: West Coast #57 & 60 (abril de 1990 y julio de 1990, Marvel Comics)
- X-Men, vol. 2 #1–3 (octubre de 1991–diciembre de 1991, Marvel Comics).

### Historias significativas
- X-Men, vol. 2 #3 (diciembre de 1991, Marvel Comics) - La destrucción del Asteroide M por Fabian Cortez.
- New X-Men #148 (diciembre de 2003, Marvel Comics) - Lobezno y Jean Grey pasando sus últimos momentos juntos en el Asteroide M, antes de que choque con el sol.

- Datos: Q4810756